# Liodes nigricans
Liodes nigricans är en kvalsterart som beskrevs av Hammer 1966. Liodes nigricans ingår i släktet Liodes och familjen Liodidae. Inga underarter finns listade i Catalogue of Life.